# Batina
Batina – czwarte pod względem wielkości miasto w północno-wschodniej Algierii, u podnóża masywu Dżabal al-Auras, na wysokości 1040 metrów, ośrodek administracyjny wilai Batina. Około 182 tys. mieszkańców.
W mieście rozwinął się przemysł włókienniczy, skórzany oraz spożywczy.